# Alphonse Juin
Pour les articles homonymes, voir Juin.
Alphonse Juin, né le 16 décembre 1888 à Bône (aujourd'hui Annaba, ancien département de Constantine), mort le 27 janvier 1967 à Paris (5e arrondissement), est un général d'armée élevé à la dignité de maréchal de France.
Il est l'un des grands chefs de l'armée de la Libération en 1943-1944 et il s'illustre surtout à la tête du corps expéditionnaire français en Italie qui, le 13 mai 1944, remporte la victoire du Garigliano, ouvrant les portes de Rome aux Alliés qui piétinaient devant le mont Cassin.
Il est le seul général de la Seconde Guerre mondiale à avoir été élevé à la dignité de maréchal de France de son vivant, en 1952.

## Biographie

### Famille

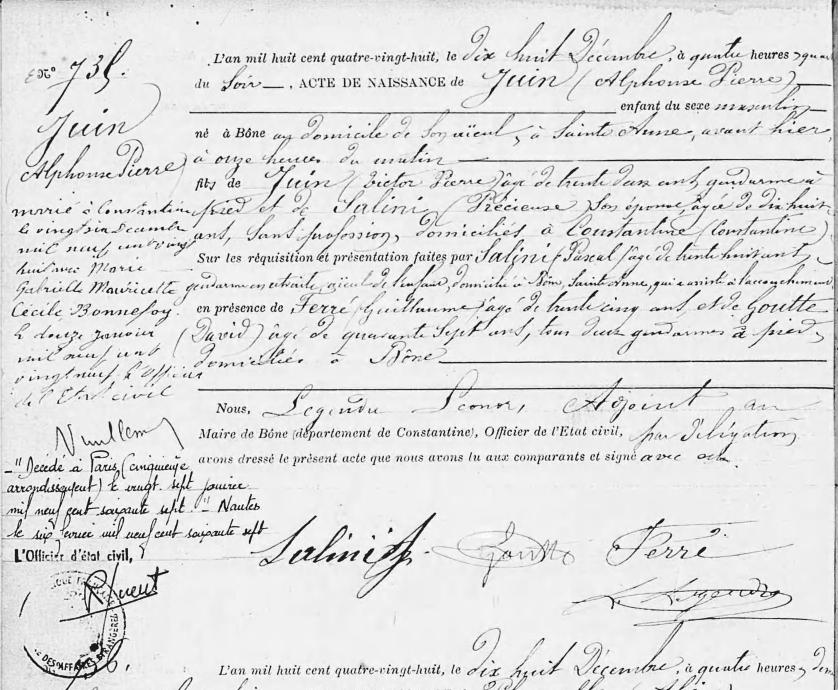
Acte de naissance du Maréchal Juin le 16 décembre 1888 à Bône (département de Constantine).

Alphonse Pierre Juin est né le 16 décembre 1888 à Sainte-Anne dans la commune de Bône, (département de Constantine), chez son grand-père maternel Pascal Salini dans un milieu modeste, de Victor Pierre Juin, gendarme, d'origine vendéenne, et de Précieuse Salini, sans profession, d'origine corse. « Les hommes dira-t-il une fois général, ne se livrent qu’à ceux en qui ils se reconnaissent. Mon secret c’est d’avoir été du peuple comme eux, d’avoir vécu la vie du peuple, d’en connaître toutes les souffrances. ».

### Études
Il poursuit ses études au grand lycée d'Alger. Il réussit 7e sur 209 en 1909 au concours d’entrée de Saint-Cyr et sort major de la promotion de Fès de Saint-Cyr en 1912 « alors que dans une institution encore très imprégnée de l’esprit de caste… la condition populaire de la famille Juin n’est pas sans constituer un handicap… ». Il est perçu par le général Elie Verrier, commandant l’école, comme un « sujet d’élite remarquablement doué sous tous les rapports , modeste avec cela . Il doit faire un officier de tout premier ordre et d’avenir.». Font également partie de cette promotion, Antoine Béthouart et Charles de Gaulle. Juin sera d'ailleurs le seul à tutoyer le général de Gaulle lorsque celui-ci sera devenu président de la République.

### Pacification du Maroc
Sous-lieutenant, Alphonse Juin est affecté au protectorat français du Maroc où, jusqu'en 1914, il participe aux opérations de pacification.

### Première Guerre mondiale
Lors de la Première Guerre mondiale, le lieutenant Juin participe, avec les troupes marocaines, au sein de la brigade marocaine du général Ditte, aux combats de la Marne, en septembre 1914. Grièvement blessé en Champagne, en mars 1915, il perd définitivement l'usage de son bras droit (c'est pourquoi il saluait de la main gauche). Il reste huit mois à l'hôpital, avant de retrouver le front. Nommé capitaine le 4 avril 1916, il combat ensuite au sein du 1er régiment de tirailleurs marocains. Au cours de la guerre, il est cité quatre fois et fait chevalier de la Légion d'honneur le 10 décembre 1914.

### Entre-deux-guerres
En février 1918, il suit les cours d'état-major à Melun avant d'être détaché en octobre à la mission militaire française auprès de l'armée américaine et affecté au cours de perfectionnement des officiers de liaison du corps expéditionnaire américain. Breveté de l'École supérieure de guerre en 1921, il sert en Tunisie avant de rejoindre à la fin de l'année 1923 le Maroc, sous les ordres du maréchal Lyautey, où il participe à la campagne du Rif. À l'automne 1925, il rentre en France avec le maréchal Lyautey et travaille sous ses ordres au Conseil supérieur de la guerre. Promu chef de bataillon en 1926, il part l'année suivante rejoindre le 7e régiment de tirailleurs algériens à Constantine. En 1929, il est chef du cabinet militaire du résident général au Maroc, Lucien Saint, et prend une part active à la réalisation de la dernière phase du plan de pacification de l'Atlas. Lieutenant-colonel en mars 1932, il devient professeur de tactique générale à l'École supérieure de guerre en 1933 avant d'être affecté comme commandant en second au 3e régiment de zouaves à Constantine. Il prend le commandement de ce régiment le 6 mars 1935. En juin, il est promu colonel. En 1937, il est affecté auprès du résident général au Maroc, le général Noguès, et suit parallèlement les cours du Centre des hautes études militaires.
Toute sa vie, Alphonse Juin entretiendra un rapport charnel avec le Maghreb : « j'en suis de ce peuplement, et par toutes mes fibres ».

### Seconde Guerre mondiale

#### Campagne de France et captivité
Promu général de brigade, le 26 décembre 1938, il est affecté à l'état-major du théâtre d'opérations d'Afrique du Nord. Cette affectation ne lui plait guère. L'inaction à Alger lui pesant, il demande à recevoir un commandement sur le front français. Il se voit confier le commandement de la 15e division d’infanterie motorisée, une des meilleures unités de l'armée. Couvrant la retraite sur Dunkerque, cette unité est encerclée dans la poche de Lille et combat avec le groupement du général Molinié jusqu'à l'épuisement de ses munitions. Juin est fait prisonnier et interné à la forteresse de Königstein où il participe au groupe d'études consacré aux questions économiques et sociales. Il est nommé général de division durant sa captivité.

#### Armée d'Afrique
Dans le contexte des pourparlers pour les accords de Paris négociés par Darlan avec l'Allemagne, il est libéré le 15 juin 1941 à la demande du gouvernement de Vichy comme d'autres officiers réputés pour leur connaissance de l'Afrique. Précisément, il avait été repéré par Charles Huntziger qui l'avait recommandé à Jacques Benoist-Méchin alors secrétaire d'État aux rapports franco-allemands, qui l'inscrit ainsi dans le premier protocole, en tête des 961 officiers dont la France demandait la libération au titre de complément d'effectifs de son Armée d'Afrique.
Comme il est pétainiste et antigaulliste, sa nomination comme ministre de la Guerre est envisagée par Vichy. Il est finalement nommé le 16 juillet 1941 adjoint au général commandant supérieur des troupes du Maroc le général Noguès, puis le 20 novembre 1941 général de corps d'armée, commandant en chef des forces d'Afrique du Nord où il remplace le général Weygand dans ses fonctions militaires, mais non dans toutes ses fonctions de proconsul.
Alphonse Juin prend ainsi une part prépondérante dans la préservation de l'Armée d'Afrique initiée par Weygand: « Forger l'esprit de revanche en préparant la remilitarisation de différents éléments de l'armée, le rappel collectif et individuel des réservistes et des appels de volontaires, le déstockage et la réparation des matériels clandestins tel est bien l'esprit impulsé par Weygand et que continuera Juin son successeur, à partir du 20 novembre 1941. » 
Le 20 décembre 1941, avec le délégué général du gouvernement de Vichy Fernand de Brinon, il est convoqué à Berlin par Göring. L'historien Robert Paxton parle de cette rencontre comme d'un dialogue de sourds. Göring demande que les Français explicitent « clairement leur intention » de laisser l'Axe utiliser la base de Bizerte en Tunisie et accordent à Rommel, alors en campagne en Libye, « une liberté de mouvement de nature à lui faciliter la poursuite des combats, peut-être avec les Français à ses côtés ». Juin insiste pour que les Allemands autorisent les troupes françaises à renforcer leur armement en Afrique pour mieux défendre l'empire français, particulièrement au sud de la Tunisie. Juin promet que les forces de Rommel ne seront pas retenues le long de la frontière tunisienne. En fin de compte, Göring, loin d'être satisfait indique que les demandes françaises d'augmenter l'armement de l'armée d'Afrique resteront conditionnées à la satisfaction des demandes allemandes en Tunisie.
Juin a signifié à son ministre de la Guerre Bridoux qu'il « ne souhaite pas entrer dans la voie vers laquelle tendent les Allemands des commissions d'Afrique du Nord et qui pourraient mener la France à la collaboration militaire ». En Algérie personne ne doute que, dans son for intérieur, Juin n'admet pas l'occupation de la métropole par les Allemands et qu'il voudrait éviter un tel destin à l'empire. Le consul américain à Casablanca est informé des probables sentiments de Juin. On[pas clair] lui dit que Juin « ne tiendrait probablement pas sa parole » si les Allemands envahissaient l'Afrique du Nord.
Ainsi, lorsque le 8 novembre 1942, l'ensemble des officiers de l'armée d'Afrique sont surpris par le débarquement allié en Afrique du Nord, Alphonse Juin est tiraillé entre ses sentiments anti-allemands et son sens de la discipline vis-à-vis des autorités de Vichy. N'a-t-il pas également déclaré à Bridoux en juillet 1942 que ses troupes « feraient loyalement leur devoir contre tout agresseur, quel qu'il soit » ? Par l'intermédiaire de son subordonné le commandant Dorange, Juin, qui ne se doute pas qu'un débarquement américain est imminent, est entré en contact avec le consul américain d'Alger Robert Murphy pour demander comment, en cas d'agression allemande, les États-Unis réagiraient à une demande d'aide massive de la part de la France. À cette occasion, il avertit également Murphy qu'il donnerait l'ordre à ses troupes de résister si les États-Unis attaquaient en premier, sans provocation allemande.
Les premières nouvelles du débarquement allié en Afrique du Nord atteignent Juin dans les premières heures du 8 novembre, peu après minuit, lorsque les hommes du général Mast, un de ses subordonnés impliqué dans les préparatifs de l'opération avec les Américains, prennent le contrôle des points forts de la ville d'Alger. Sa résidence est encerclée par un groupe de jeunes lycéens commandés par l'aspirant de réserve Pauphilet, agissant avec un groupe de 400 résistants mal armés.
Juin, destinataire d'une lettre de Roosevelt lui demandant d'accueillir les troupes alliées en amies, rejette cette demande présentée par le consul Murphy, et se retranche derrière l'autorité de l'amiral Darlan, ancien vice-président du Conseil resté commandant en chef des forces militaires et qui est alors présent à Alger. Libéré au matin par la garde mobile, il organise la reconquête de la ville contre les résistants, mais, convaincu que la partie est jouée, ne fait rien pour rejeter les Alliés. À 17 h 30, il signe avec l'accord de l'amiral Darlan une suspension d'armes limitée à la place d'Alger, où l'on dénombre 13 morts français.
Mais ce premier cessez-le-feu concernait seulement Alger : Darlan et Juin, désormais entre les mains des Alliés, allaient refuser pendant trois jours de donner l'ordre de cessez-le-feu à leurs subordonnés d'Oran et du Maroc, où le combat sanglant entre Français et Alliés allait se poursuivre inutilement. Ce fut seulement à la suite des pressions particulièrement vigoureuses du général Clark que Juin et Darlan finirent, trois jours plus tard et sous la menace, par ordonner le cessez-le-feu à leurs subordonnés d'Oran et du Maroc.
Ainsi, ce même 8 novembre 1942, à Oran et au Maroc, les généraux Boisseau et Noguès, subordonnés de Juin, qui n'ont pas été « neutralisés » comme à Alger, accueillent les Alliés à coups de canon. Juin ordonne aux forces françaises de maintenir « un contact élastique, sans agressivité ». Dans l'après-midi du 8 novembre, à 17 h 35, Darlan décharge Juin de son autorité en dehors de la région d'Alger et charge Noguès de la défense du Maroc et le général Barré de la défense de la Tunisie. Juin rend compte qu'il « s'efforcera d'exécuter les ordres du maréchal, mais qu'étant entre les mains des Américains, il ne peut que laisser l'entière initiative aux commandants des théâtres est et ouest ». Le 11 novembre, après avoir appris, vers midi, l'invasion de la zone libre par les Allemands, il fait savoir à ses subordonnés que « dès réception du présent message, la position de neutralité vis-à-vis de l'Axe cesse ».

#### Reprise des combats contre l'Allemagne
Juin donne enfin, le 14 novembre, l'ordre à l'armée de Tunisie repliée sur la frontière algérienne de faire face aux Allemands, mais son chef, le général Barré, attendra jusqu'au 18 novembre pour reprendre le combat. L'armée de Tunisie renforcée par des éléments alliés allait alors se battre, mais le coût humain pour reconquérir le protectorat allait être très élevé.
Juin, sous l'autorité de Darlan, qui s'est proclamé haut commissaire de France en Afrique, puis du général Giraud, reçoit le commandement des forces françaises engagées en Tunisie. Celles-ci contribuent, au prix de lourdes pertes, à l'anéantissement des forces de l'Axe et de l'Afrika Korps de Rommel.
Dans le cadre des mesures d'épuration dans l'armée, une Commission spéciale d'enquête de Tunisie, présidée par le doyen de la faculté de droit d'Alger Viard, est créée le 15 août 1943 pour établir les conditions dans lesquelles les forces armées de l'Axe ont pu pénétrer en Tunisie en novembre 1942, et déterminer les responsabilités encourues par les autorités civiles et militaires au cours de ces événements. La Commission estime que Juin "est responsable en sa qualité de commandant en chef depuis le 10, de ce que les forces de l'Axe ont pu pénétrer en Tunisie sans rencontrer la moindre résistance". Le 11 avril 1944, alors qu'il prépare sa grande victoire du Garigliano, il fait porter à de Gaulle deux mémoires en défense, dont l'un avec sa compilation d'ordres durant cette période et l'autre qui explique la situation du moment : présence de Darlan à Alger, ingérence directe de Vichy dès le 8 au soir, opération Torch des alliés dont il n'a pas été prévenu (pas plus que de Gaulle qui en fut "évincé" selon l'historien Jean-Baptiste Duroselle). 
"Dans cet imbroglio, écrit-il, j'ai confiance d'avoir fait tout le possible pour entraîner dans la grande voie du salut qui lui était offerte. J'ai été le seul à le faire." Seulement quatre jours plus tard, de Gaulle lui répond: "Tu n'as rien à appréhender quant au passé."

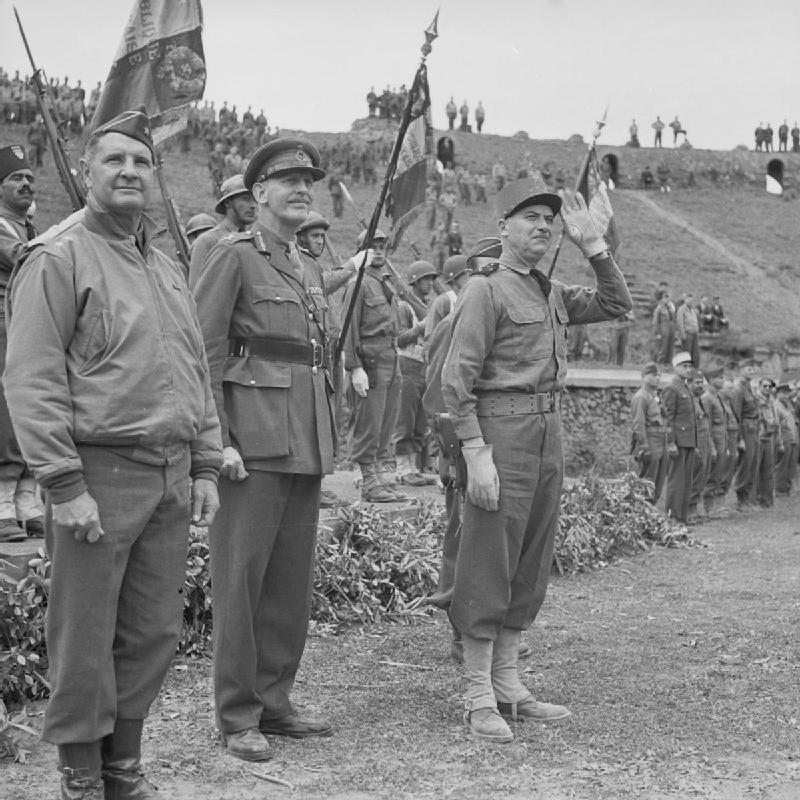
Le commandant du II. Corps, le major général Geoffrey Keyes (gauche) avec le commandant général du district de Naples, le major général A. L. Collier (centre) et le commandant du Corps expéditionnaire français, le général Alphonse Juin (droite) lors de la parade du 3e régiment algérien à Pompei.

En 1943, Juin est nommé par de Gaulle à la tête du corps expéditionnaire français en Italie, qui comprend quatre divisions (en tout 112 000 hommes). Préalablement, au mois d'octobre, avec le général Patton, alors privé de commandement, Juin a été chargé d'une curieuse mission spéciale en Corse, peu après la libération de l'île, à la demande du général Eisenhower, chef des opérations en Méditerranée. Il s'agissait d'une reconnaissance destinée à leurrer les Allemands sur un possible débarquement allié depuis l'île dans le golfe de Gênes ou en Toscane. Ce voyage prit des allures de voyage touristique. Au retour à Alger, Juin rejoint l'Oranie et son corps, avant de s'embarquer pour Naples.

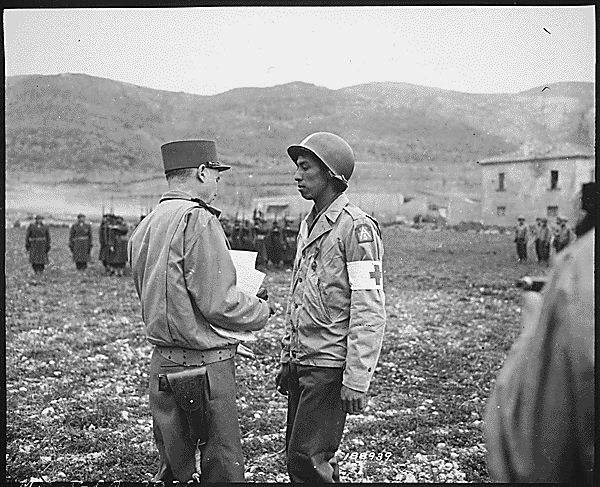
Le général Juin décorant le soldat américain Jonathan Hoag de la Croix de guerre, le 21 mars 1944.

Au printemps 1944, il fait adopter par les Alliés un plan de manœuvre audacieux. En effet, il brise la ligne Gustav en enveloppant le mont Cassin avec notamment les tabors marocains du général Guillaume et le 4e régiment de tirailleurs tunisiens. La bataille de Monte-Cassino révèle le génie militaire du général Juin qui en lançant un assaut d'infanterie légère pour déborder la position allemande sur ses flancs remporte un succès total, au contraire du général américain Clark qui, en tentant un assaut frontal d'infanterie lourde précédé d'un catastrophique bombardement du monastère, envoya à la mort sans aucune utilité près de 1 700 soldats.
Pour marquer la haute estime et la vive admiration dans lesquelles le général Juin est désormais tenu par les alliés, le général Harold Alexander lui adresse le message suivant deux semaines après le début de l'offensive du Garigliano le 25 mai 1944
« Ai reçu de Sa Majesté le roi George VI un message me demandant de vous transmettre les félicitations les plus chaleureuses de Sa Majesté pour votre remarquable contribution à nos récents succès. Je suis chargé de vous faire savoir que c'est avec un grand plaisir que Sa Majesté vous a décerné le titre de Compagnon de l'Ordre du Bain. »

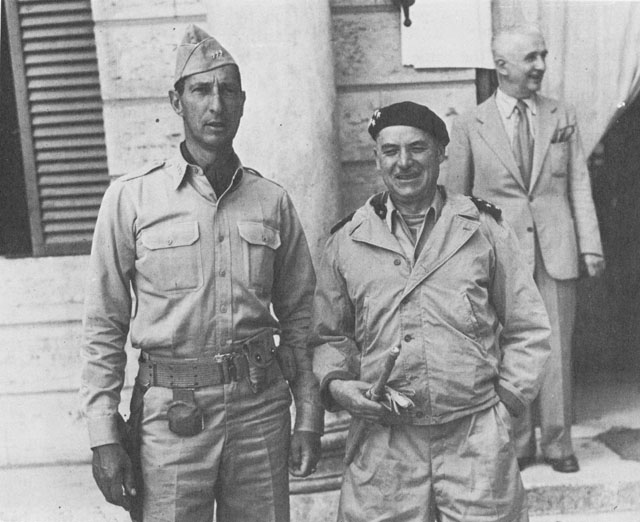
Le lieutenant général Mark W. Clark (à gauche) et Alphonse Juin (à droite) à Sienne, en juillet 1944.

Les crimes commis en 1944 en Italie, spécifiquement au Latium et en Toscane, sont des viols en masse et homicides commis sur les populations civiles par des éléments de l'armée d'Afrique qui servaient sous les ordres du général Juin lors de la bataille de Monte Cassino, en Italie. Ils sont surnommés en Italie les « marocchinate » (littéralement « maroquinades », en référence à l'origine marocaine de nombreux soldats du corps expéditionnaire français en Italie). Jugeant suspecte la vigueur de la réaction italienne, Juin dénoncera dans une lettre adressée le 22 juillet 1944 au général Clark une « manoeuvre habilement orchestrée dont le but est de discréditer les troupes françaises et de jeter partout une ombre sur la page de gloire qu'elles ont ouverte en Italie ».
Après cette bataille, Juin repousse les Allemands de la tête de pont sur le fleuve Garigliano et descend dans la plaine avec ses troupes. Il prend une part active dans l'offensive sur Rome, bien que lui-même eût préféré rechercher une bataille d'anéantissement des Allemands plus à l'Est. Il libère dans les premiers jours de juin les faubourgs orientaux de la Ville éternelle et entre dans la capitale aux côtés de Clark. Puis, Juin prend Sienne. En juillet, appelé à Alger comme chef d'état-major de la Défense nationale, il transmet le commandement de ses troupes au général de Lattre, qui les conduira durant le débarquement de Provence. En tant que chef d'état-major (il le restera jusqu'en 1947), il est en communication avec de Gaulle et avec le Quartier général des forces alliées en Europe (Supreme Headquarters Allied Expeditionary Force ou SHAEF) bien que le général Koenig soit le principal représentant français au SHAEF. Le 25 août 1944, il entre aux côtés du général de Gaulle dans Paris libéré.
À l'été 1945, le général Juin a l'intention de venir témoigner au procès du maréchal Pétain, sous réserve de l'autorisation du général de Gaulle. Il se voit dans l'impossibilité de le faire, ce dernier l'ayant envoyé intentionnellement en mission en Allemagne. Il adresse un témoignage écrit en faveur du maréchal à maître Isorni alors que les avocats avaient souhaité sa déposition orale.

### Après-guerre

#### Résident général de la France au Maroc
Au printemps 1947, dans la foulée du discours de Tanger du sultan du Maroc Sidi Mohammed, le gouvernement français choisit ce pied-noir d'origine pour remplacer le résident général Eirik-Labonne, qui vient d'être limogé pour faiblesse. Chargé de mettre le sultan au pas, y compris en employant la manière forte, il s'oppose au sultan et au parti nationaliste, notamment en s'appuyant sur Thami El Glaoui, pacha de Marrakech, qu'il laisse marcher vers Rabat à la tête de cavaliers berbères dans un geste de défi au sultan. Il menace même de destituer Sidi Mohammed mais le ministre des Affaires étrangères Robert Schuman s'oppose à une telle éventualité . En septembre 1951, il est remplacé par le général Guillaume, commandant en chef des forces françaises en Allemagne, qu'il impose au gouvernement, menaçant de démissionner de sa nouvelle fonction de commandant en chef du secteur Centre-Europe de l'Otan si le gouvernement n'obtempère pas. Guillaume poursuivra la même politique que Juin — intransigeante et peu respectueuse des instructions du gouvernement — et placera ce dernier devant le fait accompli en destituant d'autorité Sidi Mohammed en août 1953.

#### Commandant en chef du secteur Centre-Europe de l'OTAN (1953-1956)

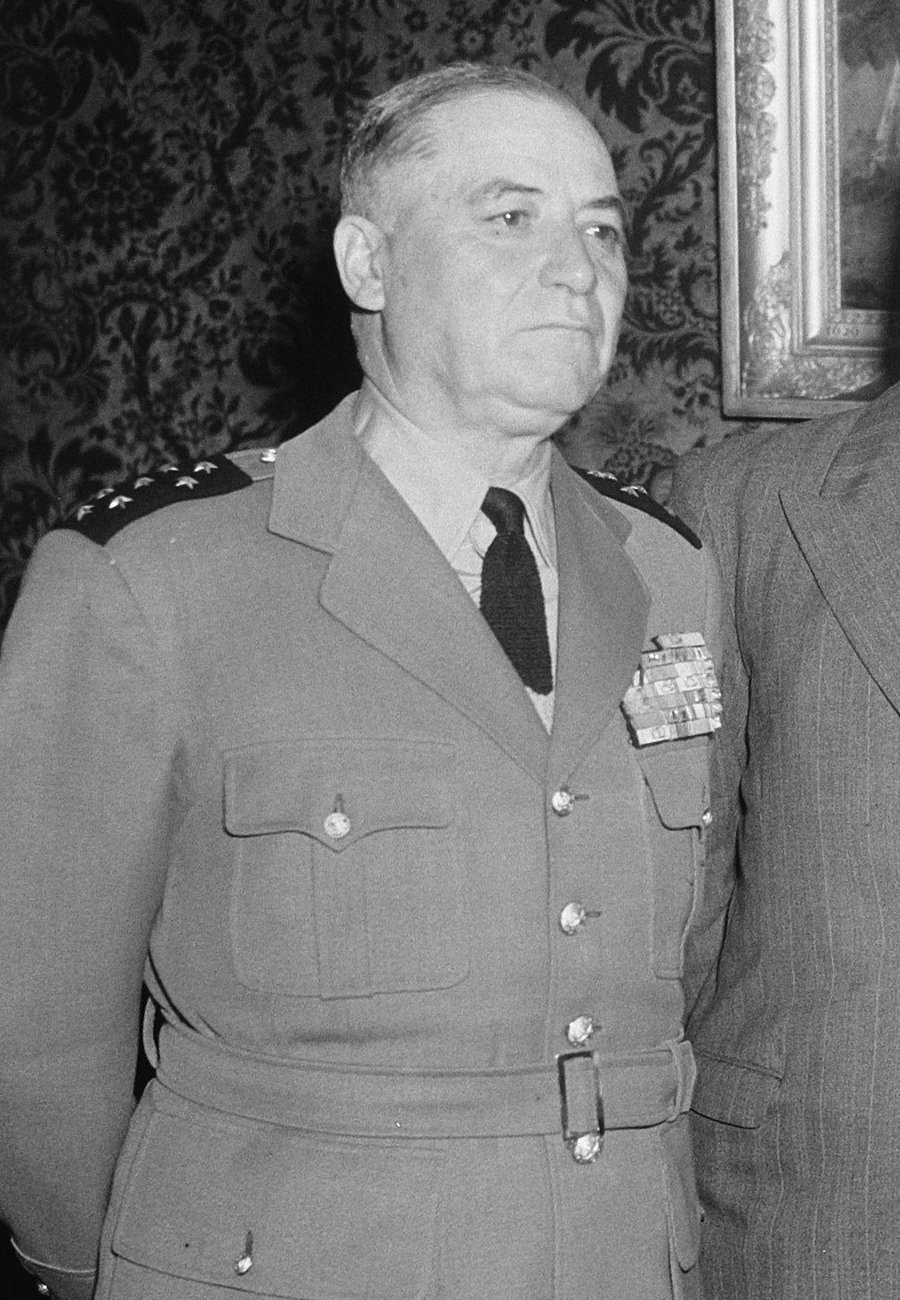
Le maréchal Juin en 1952.

Durant ces années, il est sollicité par les gouvernements successifs qui aimeraient le voir revenir en Europe notamment pour exercer le commandement des forces terrestres de la nouvelle Union occidentale, propositions qu'il refuse.
En mars 1952, alors qu'il s'est toujours tenu à l'écart de la politique, il critique ouvertement le fonctionnement du régime, notamment pour ce qui concerne la question du réarmement. Peu de temps après, il commet un autre éclat en réclamant le transfert des cendres de Pétain à Douaumont. Ses déclarations provoquent des frictions avec les gouvernements en place, mais Juin se garde de tout aventurisme politique.
Le 14 juillet 1952, il reçoit le bâton de maréchal de France, sous l'impulsion de son ami le général Chambe, et par l'entremise du gendre de celui-ci, Guy Jarrosson, député du Rhône. Le 20 novembre 1952, il est élu à l'Académie française où il est reçu en juin 1953. Il succède à Jean Tharaud et, fait unique dans les annales de l'institution, il critique son aîné François Mauriac pour ses prises de position au sujet du Maroc.
D'août 1953 à septembre 1956, il est commandant en chef Centre-Europe (CINCCENT) et prend le commandement des Forces alliées en Centre-Europe (AFCENT) de l'OTAN (dont le commandant suprême est le général général Ridgeway successeur d'Eisenhower).
En mars 1954, il condamne le projet d'Armée européenne sans prévenir le gouvernement dont il est officiellement le conseiller militaire. Le Conseil des ministres décide alors de lui retirer la vice-présidence du Conseil supérieur de la Défense nationale et de ne plus lui soumettre pour avis les nominations des officiers généraux.
En 1954, il cautionne la politique libérale de Mendès France en Tunisie, notamment quand il accompagne le président du conseil lors du discours de Carthage prononcé le 31 juillet 1954 sur le sol tunisien. Mais au cours de l'année 1955, il s'oppose à l'indépendance du Maroc.
Le général Jean Valluy lui succède en 1956 au poste de commandant en chef du secteur Centre-Europe de l'OTAN.

#### Activités associatives
De 1954 à sa mort, il est président du Comité de patronage de la Revue Défense nationale.
De 1955 à sa mort, il est président d'honneur de la Société nationale des anciens et des amis de la gendarmerie (SNAAG).

### La question algérienne

#### Relations avec le général de Gaulle

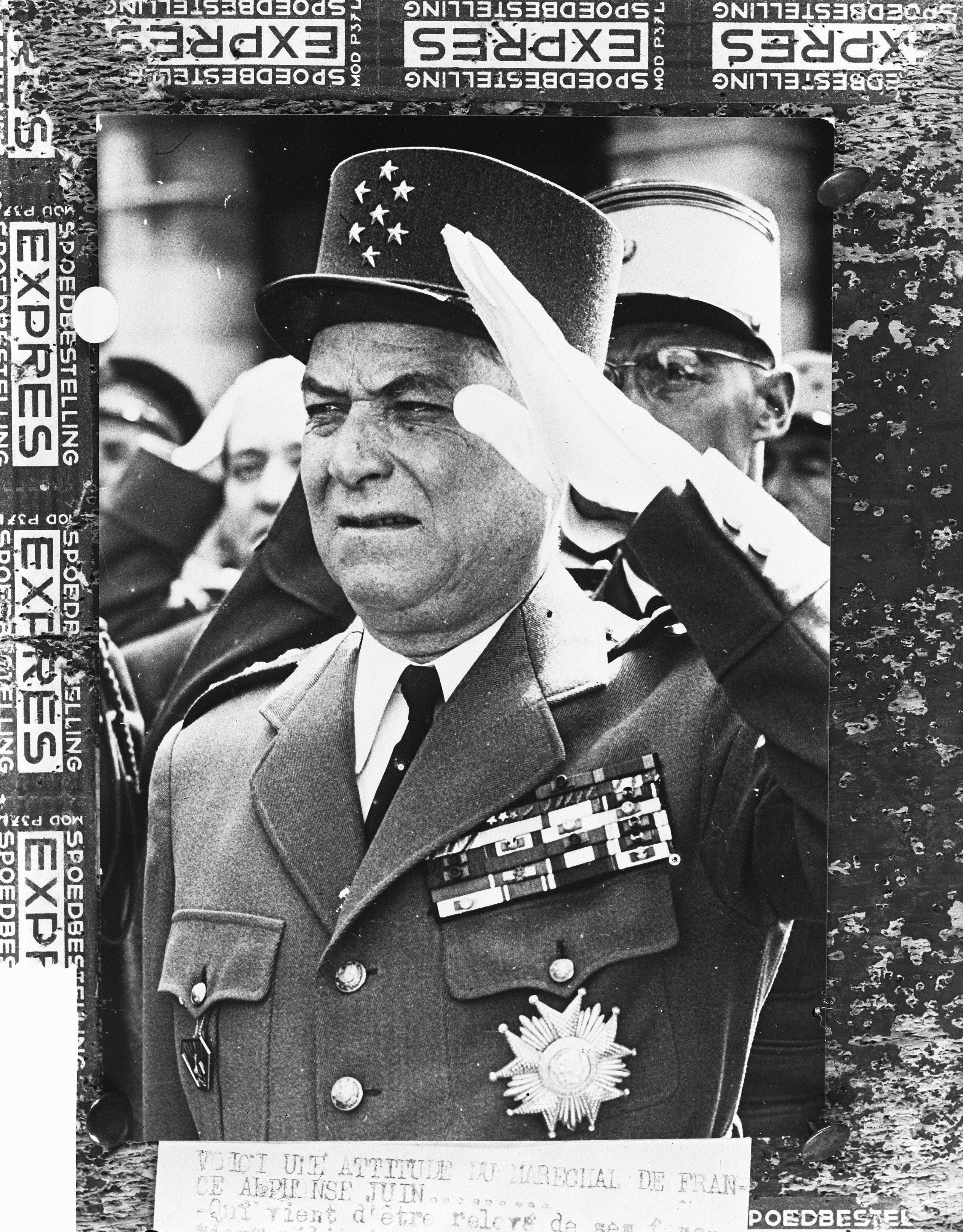
Le maréchal Juin le 26 mars 1962.

Sa conception du patriotisme l'éloigne du général de Gaulle à qui il signifie son désaccord sur la question algérienne lors d'une entrevue orageuse à l'Élysée, le 11 septembre 1960. Pour autant, il ne soutient ni ne participe au putsch des généraux en avril 1961. Mais son refus de suivre ce qu'il estime être une politique d'abandon incompatible avec la loi et l'honneur lui vaut une mise à l'écart totale de la vie publique par son ex-camarade de promotion entre 1910 et 1912 au sein de l' Ecole Spéciale militaire de Saint-Cyr. Ainsi est-il démis de sa place de droit (du fait de son titre de maréchal)[Information douteuse] au Conseil supérieur de la Défense nationale, cela par une décision du chef de l'État. Le maréchal Juin est également écarté de toute manifestation commémorative des deux guerres mondiales et privé des prérogatives et avantages dus à son rang (bureau, secrétaire, voiture, chauffeur, etc.).

#### Témoignage au «procès des barricades»
Durant le « procès des barricades », qui s'ouvre le 3 novembre 1960 et qui fait suite à la semaine des barricades de janvier 1960, le maréchal Juin est appelé à témoigner par Alain de Sérigny et son avocat Jacques Isorni. Il y fait la déclaration suivante : 

« Auparavant [...] je voudrais dire un mot des autres accusés, car je crois avoir été cité par tous. M. de Sérigny est mon ami, et je lui apporterai le témoignage de ma sympathie. Je connais aussi très bien le colonel Gardes, dont le passé glorieux justifie l'avenir brillant qui lui est promis dans notre armée. Les autres, je ne les ai jamais rencontrés, mais je sais une chose : ils sont Algériens, et ce sont mes compatriotes. Je n'ai pas toujours approuvé ce qu'ils ont fait. Alger est déjà plus d'une fois entré en transes à l'occasion de nos crises nationales. Ses habitants ont toujours eu une tendance fâcheuse à politiser leur passion. Ce n'est pas toujours excellent. Mais enfin il y a les circonstances qui justifient parfois les actes, le désespoir, ce qui fut le cas en janvier dernier.
Alors je partage leur angoisse, leur déchirement, car j'ai grandi au milieu d'eux, ou plus exactement de leurs pères. [...] Ils se sont conduits héroïquement. Ils ont peuplé de leurs tombes les cimetières jusqu'en Allemagne. Cela je peux le dire, et c'est pourquoi je me sens un peu plus leur frère.
Tout ce qu'ils ressentent, je le partage. Ils ont été conduits par des mobiles que l'on connaît, qu'ils ont indiqués ici. Des espoirs déçus, des promesses bafouées ou qu'ils ont crues telles. Ils ne comprennent plus rien à la politique algérienne, à son évolution, qui va amener jusqu'à changer ce qui en était le vocabulaire, le glossaire. Ils se sont vus promis à l'abandon des horizons familiers, de leurs tombeaux, de leurs biens, promis à rejoindre ce troupeau errant des personnes déplacées, dans cette patrie lointaine où ils ne sont pas venus depuis longtemps. De ces tristesses nous avons eu des exemples, ceux du Maroc et de la Tunisie. Ou bien ils se sont vus promis à rester condamnés à mourir du mal du pays dans la misère et le plus complet dénuement. Voilà ce que je voulais dire pour tous.
[Le colonel Gardes] est un officier qui a été sous mes ordres dans des circonstances difficiles. Dès sa sortie de Saint-Cyr, il fut dressé à l'armée d'Afrique. Il n'y a qu'à voir les notes du colonel Gardes, elles sont toutes excellentes. J'ai le cœur déchiré, comme toute l'armée française, de l'avoir vu amener ici. Le poursuivre encore ce serait aller au-devant d'une nouvelle affaire Dreyfus, remettre en vigueur le principe de la raison d'État. Les consciences du jour n'admettent plus ces choses-là. [...]
[M. de Sérigny] est un homme intègre, parfois un peu turbulent, mais qui n'a à coup sûr jamais eu la moindre intention d'attenter à la sûreté de l'État. »

Maître Isorni cherche ensuite à faire avouer au maréchal qu'il soutient la cause de l'Algérie française. Cette manœuvre se solde par un semi-échec, le maréchal Juin refusant de mettre en cause directement la politique algérienne du général de Gaulle.

« Maître Isorni : « Monsieur le maréchal, dans cet article dont vous avez parlé vous écriviez du discours du 16 septembre qu'il s'agissait d'une déclaration unilatérale et qu'il avait ranimé l'espérance dans le camp de la rébellion. Le confirmez-vous ? »
Maréchal Juin : « Oui, bien sûr, mais j'ai toujours dit qu'il ne pouvait pas être question de revenir sur le principe de l'autodétermination. »
[...]
Maître Isorni : « Monsieur le maréchal, vous êtes investi de la plus haute dignité militaire et vous vous adressez à la plus haute juridiction militaire existante. Pouvez-vous nous dire s'il est du devoir de la nation de garder l'Algérie dans la souveraineté française, dans la République française, et si cette solution est conforme à l'immense effort de l'armée et de ses soldats ? »
Maréchal Juin : « Je l'ai écrit maintes et maintes fois, et encore le 11 novembre dernier. Il est impensable que l'Algérie puisse être séparée de la France. Mais, séparée... séparée... il y a plusieurs manières de séparer. J'ai dit, oui, j'ai dit que ce serait un péril pour la France, un péril pour l'Europe, un péril pour le monde libre. C'était une mise en garde, il n'y a qu'à en tirer les conclusions. »

### Obsèques
Le maréchal Juin a droit à des obsèques nationales et à une inhumation aux Invalides. Le général de Gaulle vient saluer au Val de Grâce la chapelle ardente qui y a été dressée et où pendant près de quatre jours sa dépouille reçoit l'hommage de la foule.
Le 29 janvier 1967, après une messe en l’église Saint-Louis-des-Invalides en présence de ses hommes, les anciens d’Italie, un dernier hommage lui est rendu à Notre-Dame en présence du chef de l’État, du chef du gouvernement. Puis le cercueil du maréchal est posé sur une prolonge d’artillerie tirée par huit chevaux. Une procession de 50 000 personnes traverse la capitale de la rue de Rivoli aux Invalides en passant par la Concorde, les Champs-Élysées et le pont Alexandre-III.
André Maurois, directeur de l’Académie lui rend hommage au nom de l'Académie française le jeudi 2 février 1967 « Le peuple de Paris, le gouvernement, l’Église et l’armée ont fait hier au Maréchal Juin des funérailles dignes d’un héros. Pour l’Académie française, ce deuil est intime et douloureux. Nous admirions le chef de guerre ; nous aimions le confrère et l’ami. Sa simplicité, sa bonté nous avaient conquis...Ce grand soldat, quand il le voulait, devenait un écrivain. Mais nous l’avions élu surtout parce que l’armée française lui devait d’avoir retrouvé sa plus vieille amie : la victoire… ».

## États de service
- 1910-1912 : École militaire de Saint-Cyr (promotion de Fès) ;
- 1er avril 1914 : lieutenant ;
- 4 avril 1916 : capitaine ;
- 25 juin 1926 : chef de bataillon ;
- 24 mars 1932 : lieutenant-colonel ;
- 25 juin 1937 : colonel ;
- 26 décembre 1938 : général de brigade ;
- 20 novembre 1940 : général de division ;
- 20 novembre 1941 : général de corps d'armée ;
- 25 décembre 1942 : général d'armée ;
- 7 mai 1952 : maréchal de France.

## Distinctions
Alphonse Juin a été élu à l'Académie française le 20 novembre 1952, au fauteuil 4, succédant à Jean Tharaud. Sa réception officielle sous la coupole a lieu le 25 juin 1953. Il était également membre de l'Académie des sciences coloniales et membre de l'Académie de Stanislas.

## Décorations

### Décorations françaises
- Médaille militaire (7 novembre 1945)[43]

- Grand-croix de la Légion d'honneur (08/05/1945) ; chevalier (10/12/14), officier (28/12/24), commandeur (01/10/40), grand officier (25/06/44)
- Croix de guerre 1914–1918, palme d'argent avec 1 palme et 2 étoiles en argent et 1 étoile en bronze
- Croix de guerre 1939–1945 avec 5 palmes
- Croix de guerre des Théâtres d'opérations extérieurs avec 2 palmes
- Médaille interalliée de la Victoire
- Médaille commémorative de la guerre 1914–1918
- Médaille coloniale avec agrafes « Maroc » « Tunisie ».

### Décorations étrangères
(dans l'ordre alphabétique des pays)
- Grand cordon de l'ordre de Léopold (Belgique)
- Croix de guerre avec 1 palme (Belgique)
- Commandeur en chef de la Légion du Mérite (États-Unis)
- Grand cordon de l'ordre du Ouissam alaouite (Maroc)
- Ordre de la Croix de Grunwald 1ère Classe (Pologne) [44]
- Ordre du Bain (Royaume-Uni)
- Grand-croix de l'ordre du Nichan Iftikhar (Tunisie).

## Hommages

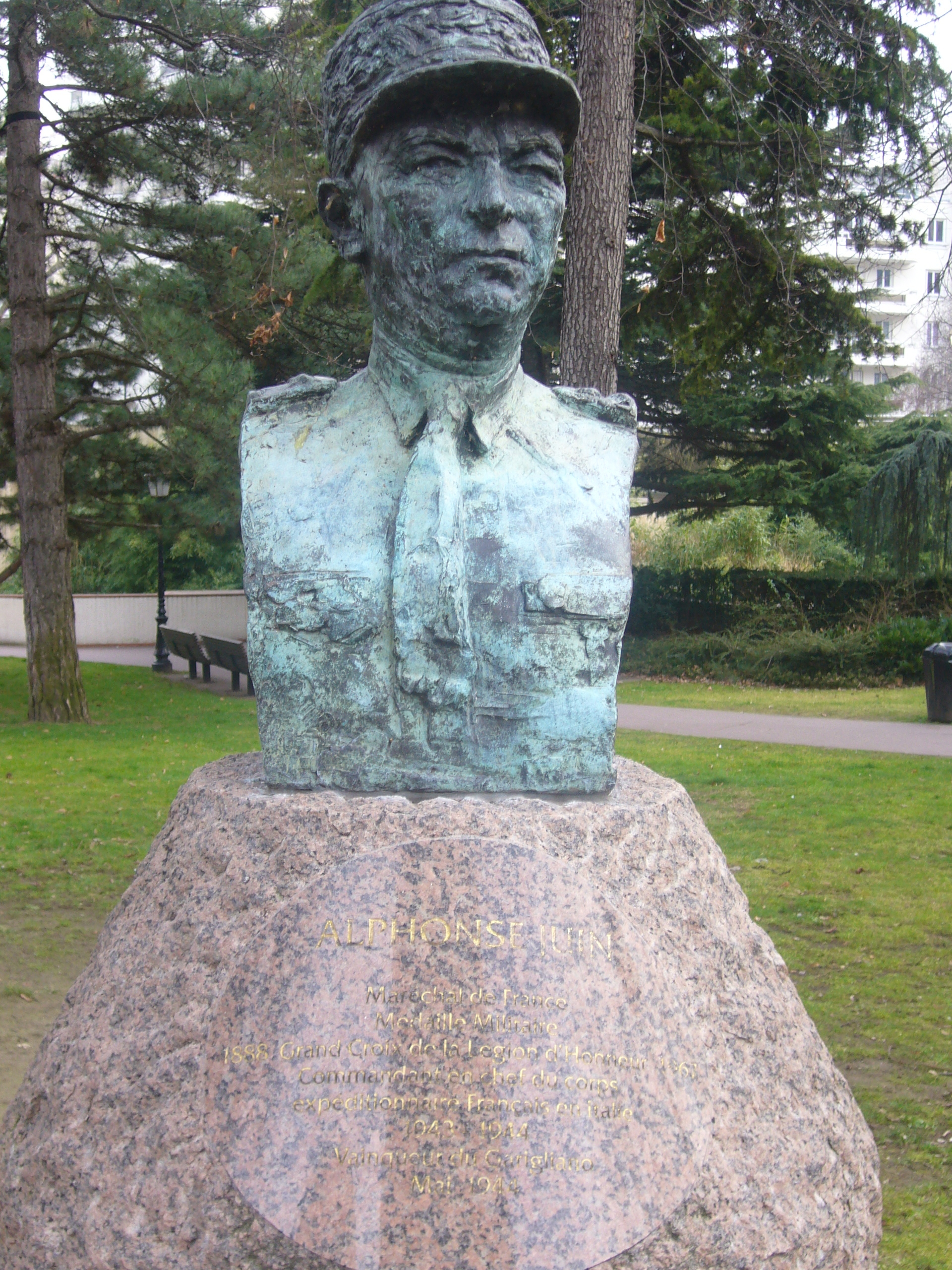
Buste du maréchal Juin à Courbevoie.

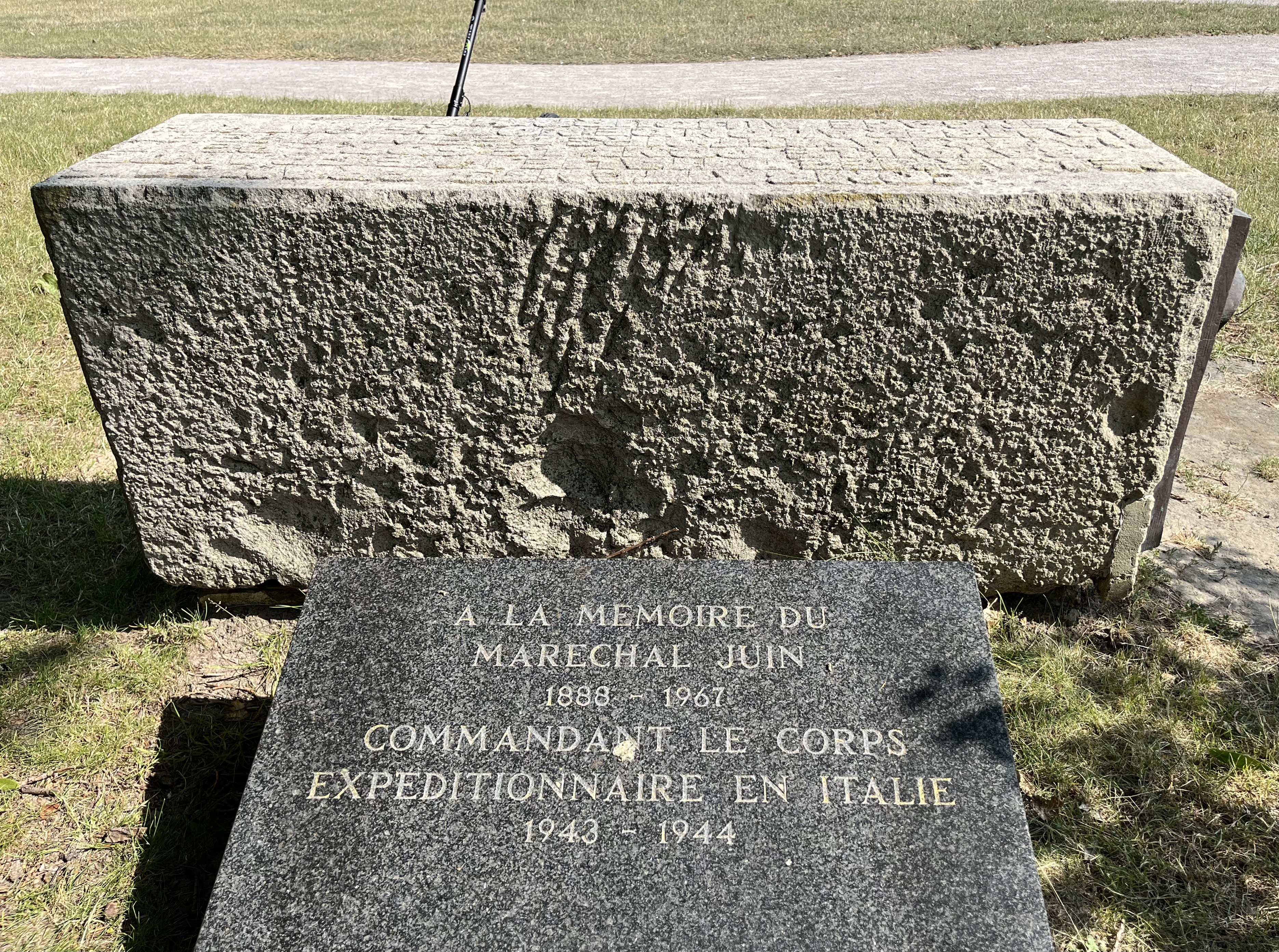
Stèle au Touquet-Paris-Plage.

Le nom du maréchal Juin a été donné à divers éléments du domaine public ou privé :
- une avenue d’Aix-en-Provence ;
- une avenue d’Ajaccio ;
- un boulevard à Béziers ;
- une avenue de Bois-Guillaume ;
- une avenue à Bordeaux (Cours du Maréchal Juin) ;
- une avenue à Boulogne-Billancourt ;
- une avenue à Bourg-en-Bresse ;
- une rue à Bourges ;
- une avenue à Cannes ;
- un boulevard à Caen ;
- un boulevard de Cagnes-sur-Mer ;
- le monument de l'Armée d'Afrique à Chambéry : le bas-relief en bronze, œuvre de Roland Irolla, y représente le maréchal Juin ;
- une avenue à Compiègne ;
- une avenue à Dole ;
- une avenue à Fontenay-le-Comte ;
- une rue d'Haubourdin ;
- une avenue au Lavandou (avec un buste de taille modeste) ;
- un pont de Lyon ;
- un boulevard à Mantes-la-Jolie ;
- un boulevard de Marseille, dans le 4e arrondissement ;
- une avenue à Meudon ;
- une avenue de Mont-de-Marsan ;
- une résidence de Montpellier[45] ;
- une avenue à Mulhouse ;
- une avenue de Nancy ;
- un boulevard à Nantes ;
- un boulevard à Nîmes ;
- une rue à Noisy-le-Grand ;
- une place de Paris, dans le 17e arrondissement, et une statue place d'Italie située dans le jardin Françoise Giroud, dans le 13e arrondissement de la même ville. La stèle a été dégradée le 16 novembre 2019 lors d'une manifestation de Gilets jaunes[46] ;
- une avenue à Perpignan ;
- une rue à Puteaux ;
- une place de Rennes ;
- une avenue à Rueil-Malmaison ;
- une avenue de Saint-Cyr-sur-Mer ;
- un boulevard à La Seyne-sur-Mer ;
- une rue à Strasbourg;
- une avenue de Tonneins ;
- un boulevard à Toulouse ;
- un bloc de pierre sculpté au Touquet-Paris-Plage ;
- un boulevard de Tours ;
- une avenue à Valence (Drôme) ;
- la caserne du groupement de gendarmerie départementale de la Haute-Saône à Vesoul ;
- une place au Vigan ;
- une école à Zoufftgen (Moselle).

En 1958, le maréchal pose pour son buste réalisé par le sculpteur Boulogne (1926-1992) et dont le plâtre original est conservé au musée du Plâtre / aux musées réunis de Cormeilles-en-Parisis.
En 2019, la dégradation par des gilets jaunes d'ultra-gauche de la stèle érigée à Paris en sa mémoire a été fortement médiatisée.

## Publications
- Le Maghreb en feu, 1957.
- L'Europe en question, 1958, avec Henri Massis.
- Mémoires, 1959-60.
- Je suis soldat, 1960.
- La Campagne d'Italie, 1962
- C'étaient nos frères, 1962.
- Histoire parallèle - La France en Algérie 1830-1962, 1963.
- La Brigade marocaine à la bataille de la Marne, 1964.
- Trois siècles d’obéissance militaire, 1650-1963, 1964.